# روبرتا بیانکونی
روبرتا بیانکونی (انگلیسی: Roberta Bianconi؛ زادهٔ ۸ ژوئیهٔ ۱۹۸۹) ورزشکار واترپلو اهل ایتالیا است.
وی در مسابقات کشوری و بین‌المللی در مجموع برندهٔ ۱ مدال طلا، ۴ مدال نقره، ۲ مدال برنز شده‌است.